# قبیله خرس غار
قبیله خرس غار (انگلیسی: The Clan of the Cave Bear)، یک رمان و حماسه محصول ۱۹۸۰ است. اثر داستانی پیشاتاریخ اثر جین ام. آئول این اولین کتاب از مجموعه کتاب‌های فرزندان زمین (فروست) است که در مورد احتمالات تعامل بین انسان‌های نئاندرتال و انسان کرومانیون مدرن (انسان (سرده)) حدس و گمان می‌زند.